# Bahsuma
Bahsuma là một thị xã và là một nagar panchayat của quận Meerut thuộc bang Uttar Pradesh, Ấn Độ.

## Địa lý
Bahsuma có vị trí 29°13′B 77°58′Đ / 29,22°B 77,97°Đ Nó có độ cao trung bình là 223 mét (731 foot).

## Nhân khẩu
Theo điều tra dân số năm 2001 của Ấn Độ, Bahsuma có dân số 10.561 người. Phái nam chiếm 53% tổng số dân và phái nữ chiếm 47%. Bahsuma có tỷ lệ 58% biết đọc biết viết, thấp hơn tỷ lệ trung bình toàn quốc là 59,5%: tỷ lệ cho phái nam là 67%, và tỷ lệ cho phái nữ là 49%. Tại Bahsuma, 17% dân số nhỏ hơn 6 tuổi.